# Hinterwälder
Hinterwälder je německé plemeno skotu z oblasti Černého lesa. Je to nejmenší středoevropské plemeno skotu, zvláště vhodné pro spásání strmých horských svahů, protože díky své velikosti způsobuje jen malé škody erozí.

## Historie
Vychází ze skotu označovaného jako wäldervieh, lesní skot, z jižního a středního Černého lesa. V rámci tohoto plemene existovaly dva rázy odlišné velikosti. Hinterwälder je ten menší z nich, větší ráz je dnešní příbuzné plemeno vorderwälder. Hinterwälder byl po dlouhou dobu chován bez přimísení krve jiných plemen, až v poslední době se přikřižuje právě vorderwälder.

## Charakteristika
Hinterwälder je plemeno malého tělesného rámce, zvířata mají dlouhé středotrupí a suché, jemné kratší končetiny. Jsou rohatá. Zbarvení je strakaté, barevné plochy mají barvu od kožově žluté po červenou, dále se vyskytují plášťově zbarvení jedinci. Hlava a končetiny jsou bílé. Je to skot nenáročný, dlouhověký, dobře využije i chudou pastvu, je odolný proti nemocem. Porody jsou snadné. Užitkovost je dvoustranná, mléčná užitkovost v roce 2003 dosahovala 3240 kg mléka s obsahem 4,0 % tuku a 3,4 % bílkovin. Co se masné užitkovost týče, denní přírůstky u býků vybraných k plemenitbě činily 1000 g, jatečná výtěžnost i kvalita masa je vysoká. Plemeno je vhodné i k chovu bez tržní produkce mléka a k udržování krajiny.
Celková populace plemene čítá něco přes 2000 krav, kromě Německa se chová také ve Švýcarsku.

## Fotogalerie

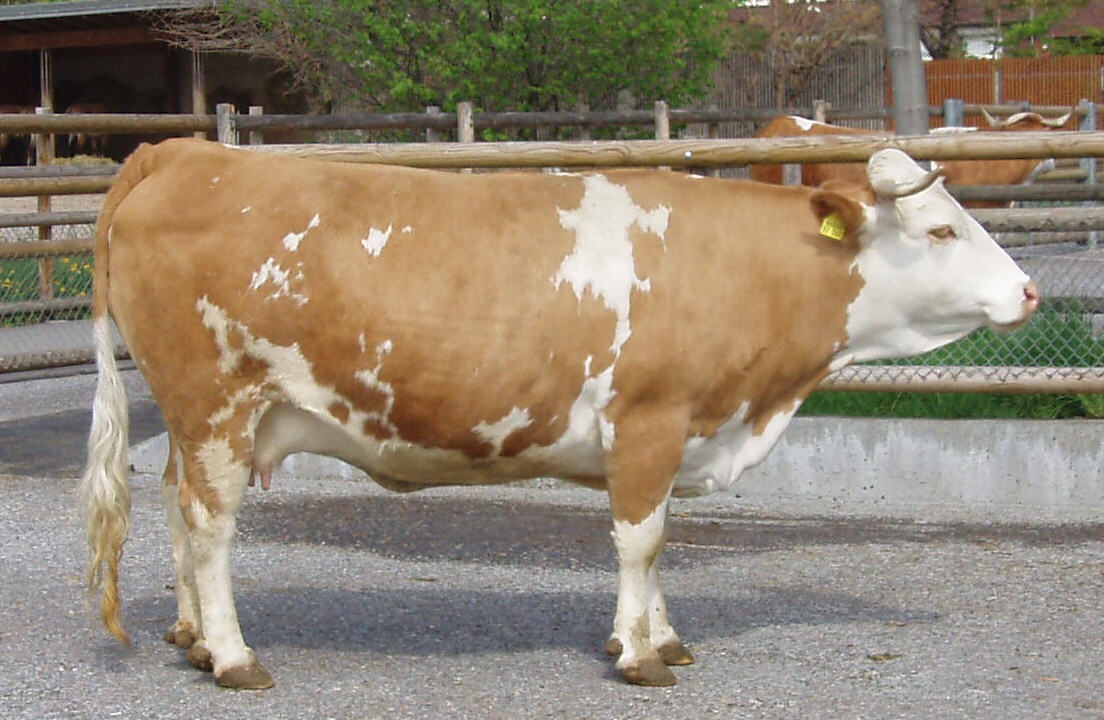
Kráva plemene hinterwälder
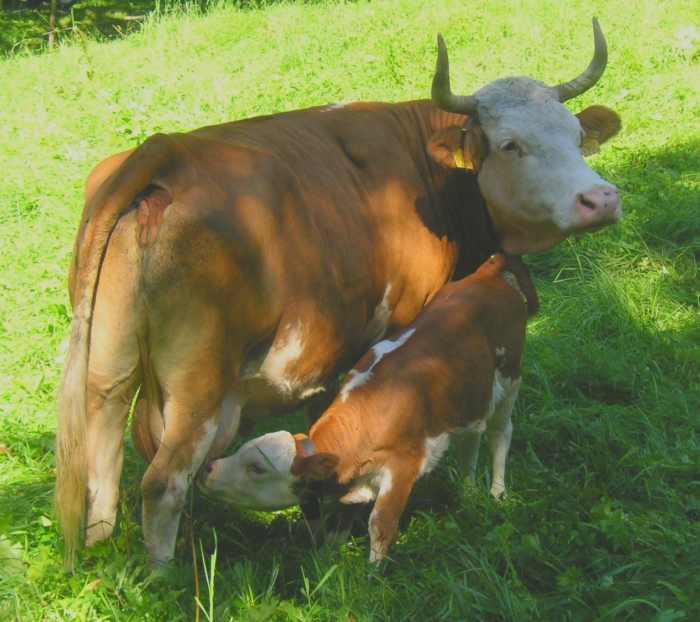
Kráva s teletem
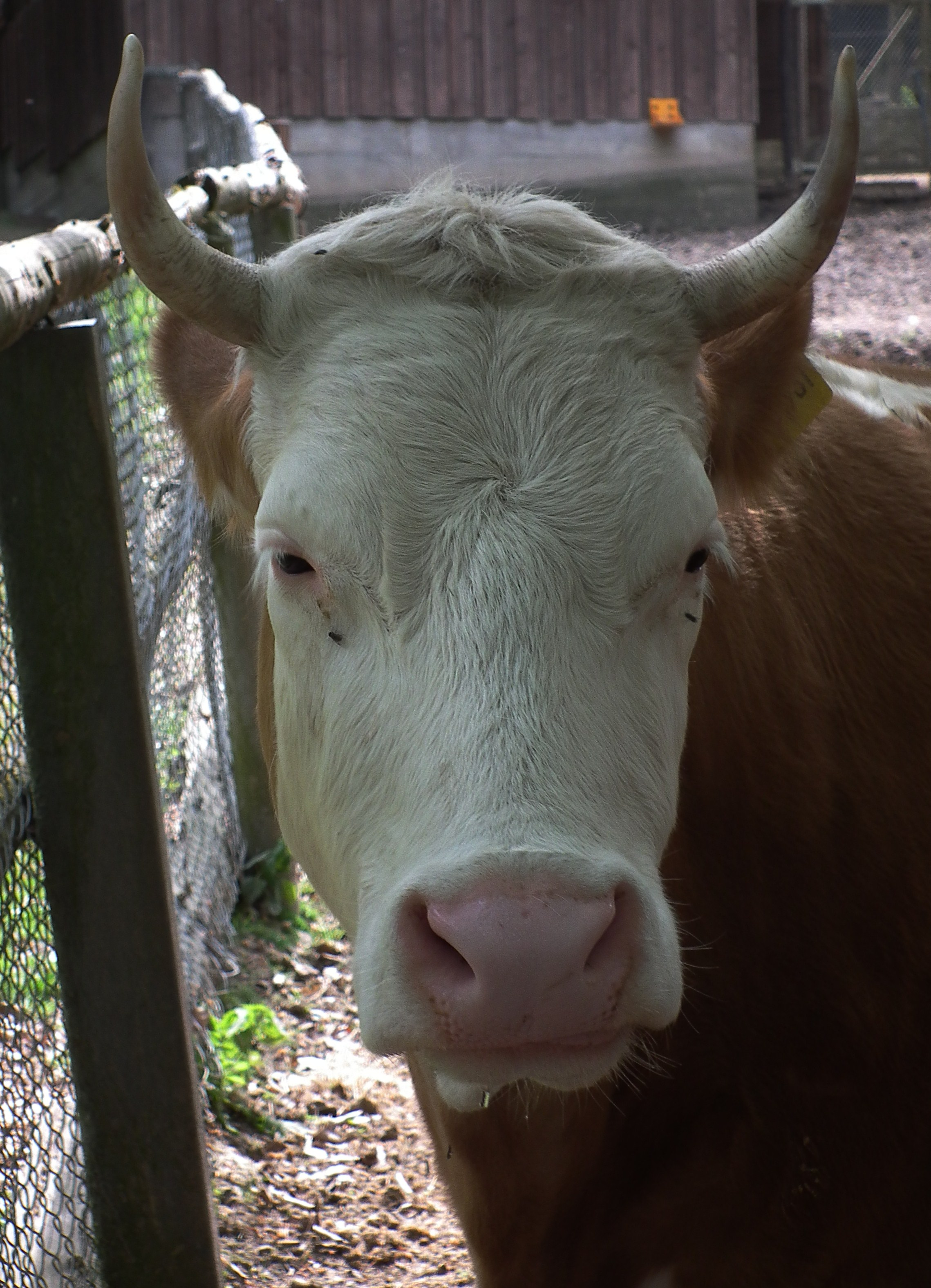
Detail hlavy krávy